# Typhlops cariei
Espèce
Statut de conservation UICN

 EX  : Éteint
Typhlops cariei est une espèce éteinte de serpents de la famille des Typhlopidae. 

## Répartition
Cette espèce était endémique de l'île Maurice. Elle n'a pas été observée depuis le XVIIe siècle.

## Étymologie
Cette espèce est nommée en l'honneur de Paul Carié.

## Publication originale
- Hoffstetter, 1946 : Les Typhlopidae fossiles. Bulletin du Muséum National d'Histoire Naturelle, sér. 2, vol. 18, no 3, p. 313 (texte intégral).